# Gefecht an der Koromokina-Lagune
Amerikanische Phase

1943

Treasury-Inseln –
Choiseul –
Torokina I –
Kaiserin-Augusta-Bucht –
Koromokina-Lagune –
Piva Trail –
Coconut Grove –
Piva Forks –
Kap St. George –
Koiari –

Hellzapoppin Ridge/Hügel 600A 

1944

Green Islands 

Torokina II 

Australische Phase

Pearl Ridge 

1945

Tsimba Ridge –
Slater’s Knoll –
Hongorai –
Porton Plantage –
Ratsua
Das Gefecht um die Koromokina-Lagune wurde zwischen dem United States Marine Corps und den Streitkräften des Kaiserlichen Japanischen Heeres auf der Insel Bougainville ausgetragen. Es fand am 7. und 8. November 1943 während der Bougainville-Kampagne statt.
Als Reaktion auf die Landungen der Alliierten auf Bougainville am Kap Torokina, hatte sich der japanische General Imamura Hitoshi, Kommandeur der 8. Regionalarmee in Rabaul, entschlossen, einen Gegenangriff zu starten. Die Japaner unterschätzten die Stärke der alliierten Landetruppen und entsandten lediglich eine völlig unzureichende Streitmacht von 850 Soldaten, um eine Gegenlandung durchzuführen und zu versuchen, die alliierten Streitkräfte zurück ins Meer zu treiben. Die japanischen Soldaten landeten in der Nacht des 7. November von vier Zerstörern aus in der Nähe der Koromokina-Lagune und griffen zwei Bataillone des 3. und des 9. Marineregiments unter dem Kommando von Generalmajor Allen H. Turnage an.
Während der nächsten zwei Tage wurden die japanischen Angriffe mit schweren Verlusten für die japanische Seite abgewehrt. Nach Ende der Gefechte erweiterten die alliierten Streitkräfte ihren Brückenkopf auf Bougainville und verfolgten weiter ihr Ziel, Flugplätze zu bauen, um die japanischen Streitkräfte in Rabaul und den umliegenden Gebieten zu bedrohen und damit zu neutralisieren.

## Hintergrund
Der Befehlshaber der japanischen 8. Regionalarmee in Rabaul, General Imamura Hitoshi, plante Streitkräfte nach Bougainville zu senden, um die US-amerikanische Landung zurückzuschlagen. Er setzte dazu 3.000 Mann von Rabaul aus in Marsch. US-Luft- und Marineaktivitäten verhinderten dies jedoch und General Imamura konnte nur eine kleinere Streitmacht entsenden. Der japanische Befehlshaber auf Bougainville, Hyakutake Harukichi, entsandte Truppen des 23. Infanterieregiments von der japanischen Hauptposition um Buin an der Südspitze von Bougainville, um die rechte Flanke der Alliierten anzugreifen. Gleichzeitig wurde eine Truppe von 475 Soldaten von Rabaul in das Torokina-Gebiet entsandt, um eine Gegenlandung auf der linken Flanke der alliierten Streitkräfte durchzuführen. Diese Aktion sollte mit dem Angriff auf die rechte Flanke koordiniert werden. Weitere 700 Mann wurden entsandt, um die japanische Garnison bei Buka zu verstärken. Diese Truppen wurden aus der 17. Division der japanischen Armee abgezogen, und schloss mehrere Kompanien des 53. und 54. Infanterieregiments und des 54. Infanterieregiments ein. Zusammen mit Unterstützungs- und Diensttruppen betrug die Stärke der japanischen Kräfte, die den alliierten Angriff abwehren sollte, insgesamt rund 850 Mann.

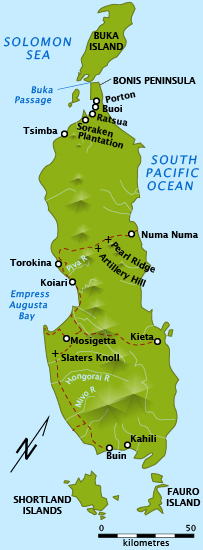
Die entscheidenden Orte der Bougainville Kampagne

Die japanische Führung schätzte die Stärke der US-amerikanischen Streitkräfte auf 5.000 bis 10.000 Mann; in Wahrheit waren am ersten Tag über 14.000 Mann am Kap Torokina gelandet. Am 6. November folgten weitere 3.500 Mann. Diese Truppen gehörten zu General Allen H. Turnages 3. Marine Division, die wiederum ein Teil von Konteradmiral Theodore S. Wilkinsons amphibischen Streitkräften der 3. Flotte war. General Turnage war auch der taktische Kommandeur der gelandeten Truppen. Als der japanische Widerstand nachließ, begann er, seine Streitkräfte zu reorganisieren, ließ Patrouillen die Umgebung aufklären, Nachschub entladen und begann, seine Basis auszubauen.
Die japanischen Truppen für die Gegenlandung schifften sich am 1. November in Rabaul ein. Allerdings wurde die Flotte von amerikanischen Luftaufklärern gesichtet und eine starke US-Flotte wurde ihr entgegengeschickt. Das überzeugte die japanischen Befehlshaber davon, dass eine Gegenlandung zu diesem Zeitpunkt schwierig sein würde, also wurde dieser Plan verschoben und die Truppen kehrten nach Rabaul zurück. Die Verluste in der Seeschlacht bei der Kaiserin-Augusta-Bucht verzögerten das Auslaufen der Streitkräfte weiter und ein nächster Versuch wurde am 5. November nach einem Luftangriff abgebrochen. Die Landungstruppen verließen Rabaul schließlich am 6. November an Bord von vier Zerstörern. Sie wurden von einer Flotte unter Konteradmiral Ōsugi Morikazu mit dem Leichten Kreuzer Agano und den Zerstörern Naganami, Wakatsuki, Shigure, Samidare, Shiratsuyu und Amagiri gedeckt.

## Gefechte
Kurz nach Mitternacht erreichte die Transportgruppe das Zielgebiet, aber der erste Landeversuch wurde abgebrochen, als alliierte Schiffe entdeckt wurden, die den Weg versperrten. Die Zerstörer drehten ab und fuhren wieder nach Norden. Dann näherten sie sich der Küste wieder für einen zweiten Versuch. Eine kleine Flotte von acht Schnellbooten war von der US-Marine um die Insel Puruata aufgestellt worden, aber keines dieser Boote entdeckte die japanische Streitmacht. Die japanischen Truppen wurden etwa drei Kilometer vor den Stränden in der Atsinima-Bucht in der Nähe des Flusses Laruma und der Koromokina-Lagune mit Kähnen, Kuttern und Motorbooten an Land gebracht und trafen nicht auf Widerstand. Auf eine Artillerieunterstützung von See wurde verzichtet, weil sich eine alliierte Flotte in der Nähe befand. Nach der Landung zogen sich die japanischen Zerstörer zurück.
Die US-amerikanischen Truppen waren zunächst verwirrt, weil sie eigene Streitkräfte bei der Landung vermuteten und deshalb auf eine sofortige Reaktion verzichteten. In der Zwischenzeit schnitten japanische Truppen einen Außenposten der Marines ab, der am folgenden Tag mit Hilfe von Landungsbooten zurückgezogen wurde, und besetzten mehrere Verteidigungspositionen, die am Tag zuvor während der Reorganisation von den Marines aufgegeben worden waren. Jetzt kamen auch Berichte von Truppen der 3. US-Marinedivision an dieser Flanke des Brückenkopfs und bestätigten die Tatsache, dass japanische Lastkähne Truppen an verstreuten Punkten entlang der Küste landeten und dass die Marines sie jetzt angriffen. Die Artillerie des 12. Marine-Regiments, Küstengeschütze und 90 mm Flugabwehrkanonen des 3. Luftabwehrbataillons eröffneten das Feuer auf die Landungskähne und die Landungsräume der japanischen Truppen. Die japanischen Kräfte waren über ein weites Gebiet verstreut, typisch für eine Landung in der Nacht und in rauer Brandung. Nicht in der Lage sich schnell zu sammeln, waren sie zunächst gezwungen in geringer Zahl anzugreifen, der erste Angriff wurde von nicht mehr als 100 japanischen Soldaten durchgeführt.

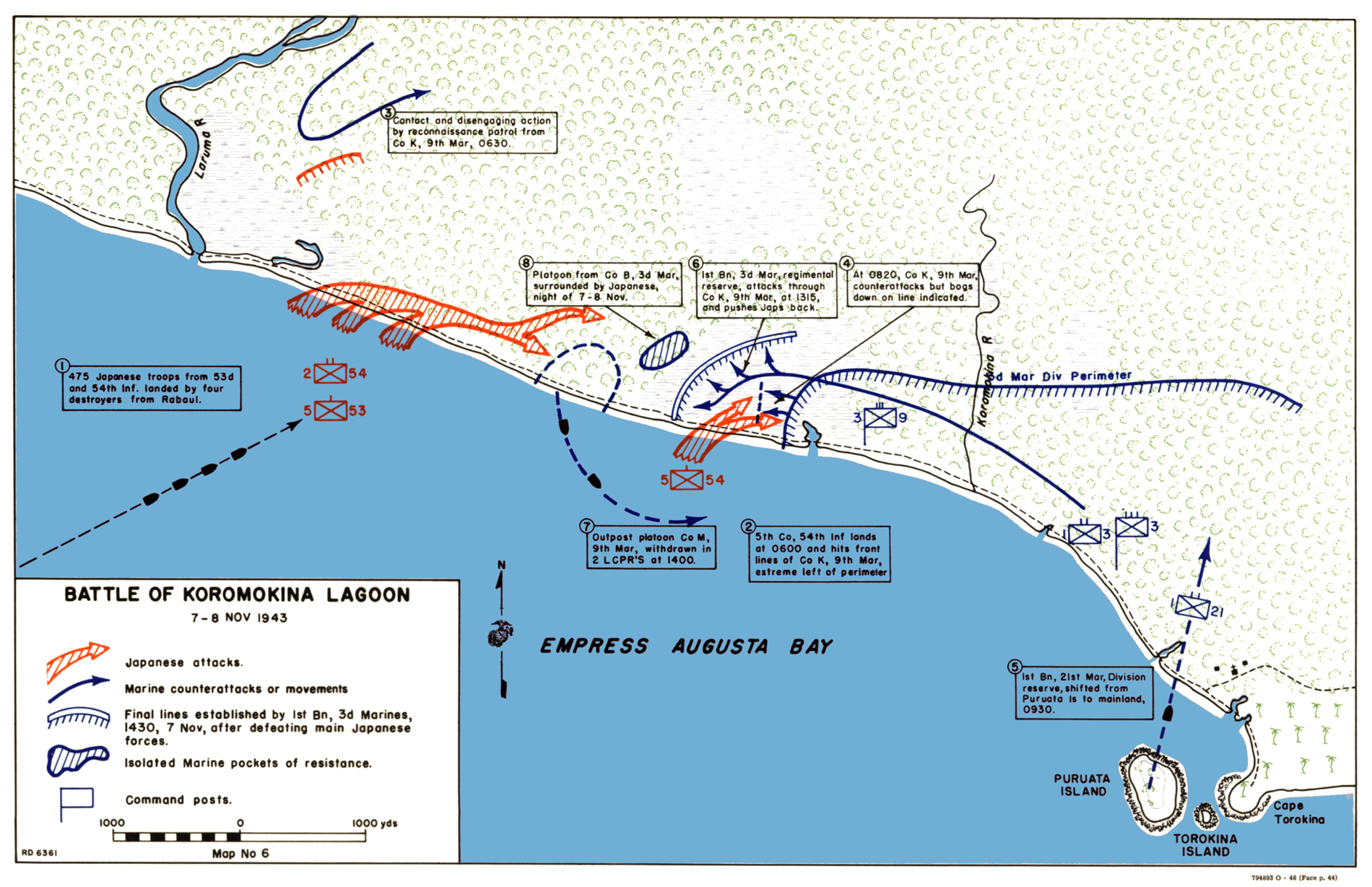
Die Kämpfe im Raum der Koromokina-Lagune, 7./8. November 1943

Das 3. Bataillon des 9. Marine-Regiments bekam den Befehl, den japanischen Gegenangriff zu stoppen. Mit Unterstützung durch Artillerie traf am Morgen die Kompanie 'K' des 3. Bataillons, unterstützt durch einen Zug der 'Weapons Kompanie', einer Truppe mit schweren Maschinengewehren und Mörsern, auf die japanischen Truppen, die sich eingegraben hatten und die verlassenen Schützenlöcher der abgezogenen amerikanischen Marines besetzt hatten und damit eine effektive Verteidigungsposition hatten.
Ein heftiges Feuergefecht brach aus, die japanischen Truppen schossen mit Maschinengewehren aus ihren Stellungen und dem umgebenden Dschungel, auch Scharfschützen feuerten aus den Bäumen. Der Angriff der 'K' Kompanie blieb stecken und der japanische Widerstand verstärkte sich, als sie durch mehr Truppen der gelandeten Einheiten verstärkt wurden. Nach einigen Stunden des Kampfes führten die Amerikaner das 1. Bataillon des 3. Marine-Regiments heran. Die Kompanien 'B' und 'C' dieses Bataillons hatten ebenfalls Probleme vorzurücken, bis Panzer zu ihrer Unterstützung eingesetzt wurden und sie weiter vordringen konnten. Am späteren Nachmittag wurde der Vormarsch gestoppt und die japanischen Stellungen wurden unter Artilleriefeuer genommen, um einen Großangriff durch das 1. Bataillon des 21. Marine-Regiments vorzubereiten. Die Kompanien 'B' und 'C' beteiligten sich mit Mörserfeuer an der Vorbereitung. Der Angriff des 21. Regiments war für 17:00 Uhr geplant, wurde dann aber auf den nächsten Morgen (8. November) verlegt. In der Nacht gab es leichte japanische Angriffe, die allerdings abgewehrt werden konnten.
Nach 20 Minuten Artillerievorbereitung durch fünf Batterien, Mörser und Panzerabwehrgeschütze griff am 8. November das 1. Bataillon des 21. Marine-Regiments die japanischen Stellungen an. Leichte Panzer unterstützten den Angriff. Nur noch wenige japanische Soldaten versuchten vergeblich den Angriff abzuwehren. Die Vorbereitung durch die Artillerie hatte offenbar große Opfer auf japanischer Seite gekostet, denn es wurden mehr als 250 tote Japaner gefunden. Die Marines rückten ca. 1,5 km vor ohne auf weiteren Widerstand zu stoßen und am Nachmittag wurde dort eine Verteidigungsstellung errichtet. Ausgedehnte Patrouillen wurden ausgesandt, trafen aber auch nicht auf japanische Truppen.
Am Morgen des 9. Novembers wurde das Gebiet zwischen dem Laruma-Fluss und den Stellungen der Marines von amerikanischen Bombern vom Flugplatz Munda Point auf New Georgia bombardiert und beschossen. Patrouillen, die ausgesandt wurden, fanden viele japanische Opfer der Luftangriffe. Weitere japanische Aktivitäten in dem Gebiet wurden nicht mehr festgestellt. Am Mittag des Tages wurde die Kontrolle dieses Sektors an das 148. Infanterieregiment der 37. Infanteriedivision, die kurz zuvor auf Bougainville angekommen war, übergeben. Das Bataillon des 9. Marine-Regiments wurde an die rechte Flanke verlegt und das 1. Bataillon des 3. Marine-Regiments wurde ganz zurückgezogen und das 1. Bataillon des 21. Marine-Regiments hielt die linke Flanke und blieb unter dem Oberbefehl des 148. Infanterieregiments bis andere Einheiten der 37. Infanteriedivision auf Bougainville ankamen.

## Nachwirkung
Die japanischen Bemühungen, die Landungsstreitkräfte der Alliierten durch eine Gegenlandung zu vernichten war fehlgeschlagen. Gründe dafür waren die Unterschätzung der Stärke der alliierten Landungskräfte und dass die Aktionen auf beiden Seiten des Landungsabschnittes nicht koordiniert werden konnten. Von einer Gesamtstärke von gesendeten 850 Soldaten landeten nur 475, von denen 377 getötet wurden. Der Rest zog sich in den Dschungel zurück. Auch für die Japaner war der Landeplatz eine unglückliche Wahl: Er lag sehr nahe am Brückenkopf der Alliierten, den die Japaner weiter östlich um Kap Torokina vermuteten. Darüber hinaus hatten sich die Japaner entschieden, über eine so breite Front anzugreifen, dass sie sich nicht in ausreichender Zahl konzentrieren konnten, um das anfängliche Überraschungsmoment zu nutzen, das sie tatsächlich hatten. Auf japanischer Seite wurden auch die Erfolge der See- und Luftschlachten von Bougainville erheblich überschätzt: Die Flieger melden die Versenkung von 5 Schlachtschiffen, 10 Flugzeugträgern, 19 Kreuzern, 7 Zerstörern und 9 Transportern sowie die Beschädigung von 24 weiteren Schiffen. Von den eingesetzten 173 japanischen Trägerflugzeugen gingen jedoch 121 verloren, damit war die japanische Trägerluftwaffe vorerst nicht mehr einsatzfähig.

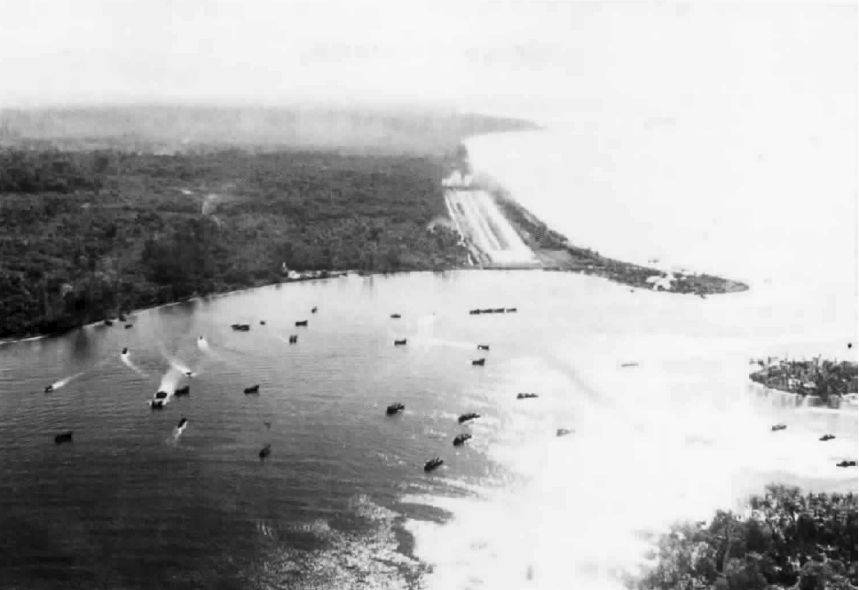
Feldflughafen bei Torokina, Dezember 1943

Am 9. November bekam Generalmajor Roy Geiger das Kommando über das I. Marine Amphibious Corps und ersetzte Generalmajor Vandegrift. Vier Tage später erhielt er das Kommando über die gesamten alliierten Streitkräfte auf Bougainville und die direkte Umgebung. Nach den Kämpfen im Bereich der Koromokina-Lagune rückte das japanische 23. Infanterieregiment von Süden vor und griff die US-amerikanischen Streitkräfte an, die Stellungen am Piva Trail und Numa Numa Trail hielten. Diese Straßen waren wichtige Weg zum alliierten Brückenkopf. Das folgende Gefecht am Piva Trail war nicht erfolgreich für die japanische Seite, die hohe Verluste hatte. Danach trafen weitere Kräfte der US-Armee am Kap Torokina ein, um die Marines zu verstärken. Mehr Material wurde gebracht und die Anzahl der US-Streitkräfte auf Bougainville erhöht. Weitere 5.715 Soldaten waren noch am 8. November gelandet, gefolgt von weiteren 3.599 und 6.678 am 11. und 13. November. Als der Landungsbereich gesichert war und das Kommando von den Transportschiffen an Land gegangen war, weiteten die US-Truppen den Brückenkopf in Richtung Inland aus, was zu weiteren Gefechten am Coconut Grove, bei Piva Forks, am Hellzapoppin Rücken und beim Hügel 600A führte.
Anfangs glaubten japanische Kommandeure, dass die Landung am Kap Torokina nicht die Hauptoffensive war und ein weiterer Angriff auf Buka folgen würde. Infolgedessen zögerten sie, einen konzertierten Gegenangriff zu starten, obwohl im südlichen Bougainville bis zu 15.000 Soldaten verfügbar waren. Die Alliierten errichteten im Laufe der Zeit Stützpunkte und mehrere Flugplätze innerhalb des Torokina Brückenkopfes, um die japanischen Hauptbasis in Rabaul zu isolieren und die Seewege zwischen Rabaul und Bougainville zu stören. Als die für einen großangelegten Gegenangriff notwendigen Bedingungen nicht mehr gegeben waren, wurde dem Befehlshaber der 17. Armee der japanischen Streitkräfte, Hyakutake, befohlen, seine Pläne auf den März 1944 zu verschieben (→ Gegenangriff auf Bougainville).